# Ponta Grossa
Ponta Grossa, amtlich portugiesisch Município de Ponta Grossa, ist eine Großstadt Brasiliens im Bundesstaat Paraná. Sie liegt ca. 115 km westlich von der Hauptstadt Curitiba entfernt in einer Region, die als Campos Gerais do Paraná bekannt ist. Laut Volkszählung von 2010 betrug die Einwohnerzahl 311.611 Bewohner, die als pontagrossenses bekannt sind. Die Einwohnerschätzung vom 1. Juli 2021 nennt bereits 358.838 Bewohner. Das Munizip Ponta Grossa ist die viertgrößte Stadt in Paraná und verfügt über das größte Gewerbegebiet innerhalb des Staates. Sie ist auch als Princesa dos Campos bekannt und erlangte 1855 den Stadtstatus.
Ponta Grossa ist Sitz des Bistums Ponta Grossa.

## Geographie

### Lage
Ponta Grossa liegt auf dem Segundo Planalto Paranaense (der Zweiten oder Ponta-Grossa-Hochebene von Paraná). Es liegt auf einer Höhe von 961 Metern. Die Entfernung zur Landeshauptstadt Curitiba beträgt 103 km.

### Nachbarmunizipien
Umliegende Gemeinden sind Campo Largo, Carambeí, Castro, Ipiranga, Palmeira, Teixeira Soares und Tibagi.

### Vegetation
Das Biom ist Mata Atlântica.

### Hydrographie

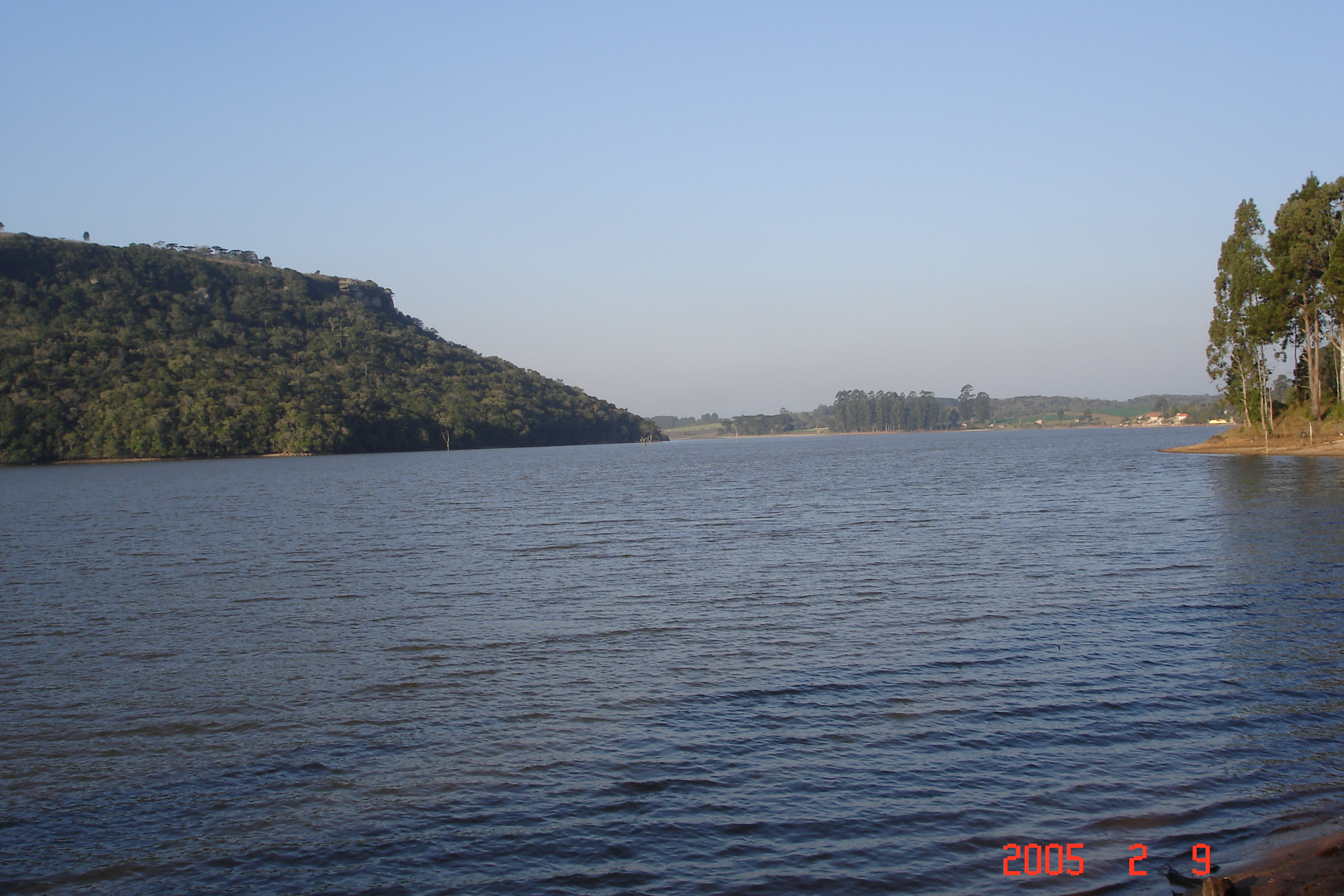
Represa dos Alagados, Staudamm des Rio Pitangui

Ponta Grossa und ihr Umland ist ein Gebiet mit vielen Flüssen, darunter Rio Tibaji, Rio Verde, Rio Pitangui, Rio Botuquara, Rio São Jorge, Rio Guaraúna und weitere Nebenflüsse.

### Klima
Das Klima ist subtropisch feucht (Cfb nach der Klimaklassifikation nach Köppen und Geiger), mit milden Sommern und Kälte, mit gelegentlichem Frost im Winter und einer Durchschnittstemperatur von 21,4 °C im Sommer und 13,8 °C im Winter. Jahresdurchschnitt im Jahr 2008 = 17,6 °C  
- Absolutes Minimum: 6 °C im Juli 1975
- Maximale gesamt: 36,2 °C im Januar 1958

## Bevölkerung
Die Bevölkerung besteht aus verschiedenen ethnischen Gruppen und ist zu rund 80 % weiß. In ihren Anfängen war Ponta Grossa von Bandeirantes („Bannerträger“, von port. bandeira = Fahne, portugiesische Expeditionstruppen), Portugiesen und berühmten Familien aus São Paulo bevölkert. Anfang des 20. Jahrhunderts haben sich Slawen (Russen, Polen und Ukrainer), Araber, Italiener, Japaner, Niederländer und  Deutsche niedergelassen. Die Deutschen und Slawen waren am zahlreichsten und folglich sind es diese, die den größten Einfluss in den Gewohnheiten und der Kultur eingebracht haben.

### Bevölkerungsentwicklung
| Jahr | Einwohner                       | Stadt   | Land   |
| --- | ------------------------------- | ------- | ------ |
| 1872 | 8.603 Freie: 7.768 Sklaven: 835 | ?       | ?      |
| 1900 | 8.335                           | ?       | ?      |
| 1920 | 20.171                          | ?       | ?      |
| 1940 | 38.417                          | 29.587  | 8.830  |
| 1950 | 53.578                          | 43.094  | 10.484 |
| 1960 | 90.889                          | 78.557  | 12.332 |
| 1970 | 126.940                         | 113.019 | 13.921 |
| 1980 | 186.656                         | 172.929 | 13.727 |
| 1991 | 233.984                         | 221.671 | 12.313 |
| 2000 | 273.616                         | 266.683 | 6.933  |
| 2010 | 311.697                         | 304.841 | 6.856  |
| 2021 | 358.838                         | ?       | ?      |
| Die zur Anzeige dieser Grafik verwendete Erweiterung wurde dauerhaft deaktiviert. Wir arbeiten aktuell daran, diese und weitere betroffene Grafiken auf ein neues Format umzustellen. (Mehr dazu) |                                 |         |        |

Quelle: IBGE (2011)

### Ethnische Zusammensetzung
Ethnische Gruppen nach der statistischen Einteilung des IBGE (Stand 2000 mit 273.616 Einwohnern, Stand 2010 mit 311.611 Einwohnern):
| Gruppe      | Anteil 2000       | Anteil 2010           | Anmerkung                        |
| ----------- | ----------------- | --------------------- | -------------------------------- |
| Brancos     | 233.014 (85,16 %) | ▲ 245.119 (78,66 %) ▼ | Weiße, Nachfahren von Europäern  |
| Pardos      | 31.670 (11,57 %)  | ▲ 56.076 (18,00 %) ▲  | Mischrassige, Mulatten, Mestizen |
| Pretos      | 6.867 (2,51 %)    | ▲ 8.417 (2,70 %) ▲    | Schwarze                         |
| Amarelos    | 600 (0,22 %)      | ▲ 1.483 (0,48 %) ▲    | Asiaten                          |
| Indígenas   | 617 (0,23 %)      | ▼ 516 (0,17 %) ▼      | indigene Bevölkerung             |
| ohne Angabe | 849               | –                     |                                  |

## Stadtgliederung
Seit 1962 ist Ponta Grossa in die fünf Verwaltungsdistrikte Ponta Grossa, Guaragi, Itaiacoca, Periquitos und Uvaia aufgeteilt und umfasst 15 Bairros (Stadtteile): Boa Vista, Cará Cará, Centro, Chapada, Colônia Dona Luiza, Contorno, Vila Estrela, Jardim Carvalho, Neves, Nova Rússia, Bairro de Oficinas, Olarias, Órfãs, Ronda und Uvaranas.

## Stadtverwaltung
Die Stadt wird von der Stadtpräfektur (prefeitura municipal) als Exekutive und der Stadtkammer (Câmara Municipal) als Legislative verwaltet.
Amtierende Stadtpräfektin  ist für die Amtszeit 2021 bis 2024 Elizabeth Schmidt, die der Partei Partido Social Democrático (PSD) angehört.

## Sehenswürdigkeiten

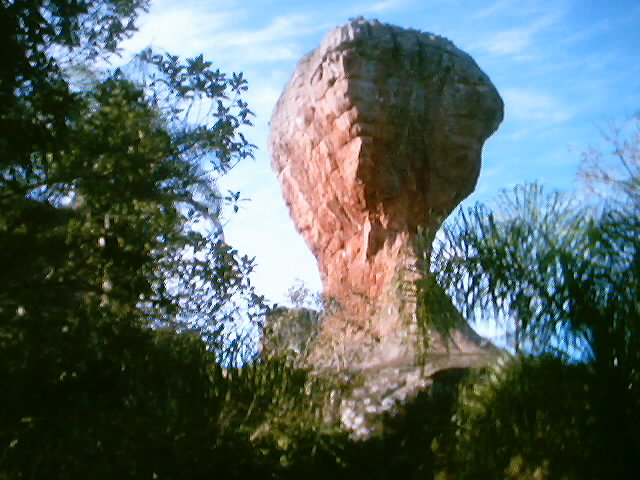
Felsen, genannt „A Taça“ („die Tasse“) in Vila Velha (Parque Estadual de Vila Velha)
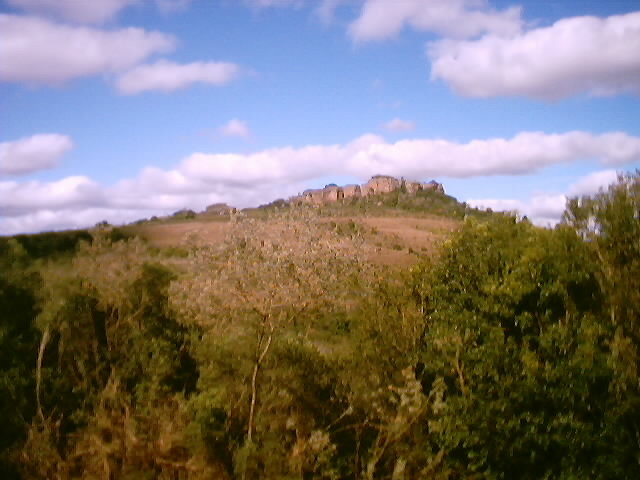
Naturpark Vila Velha
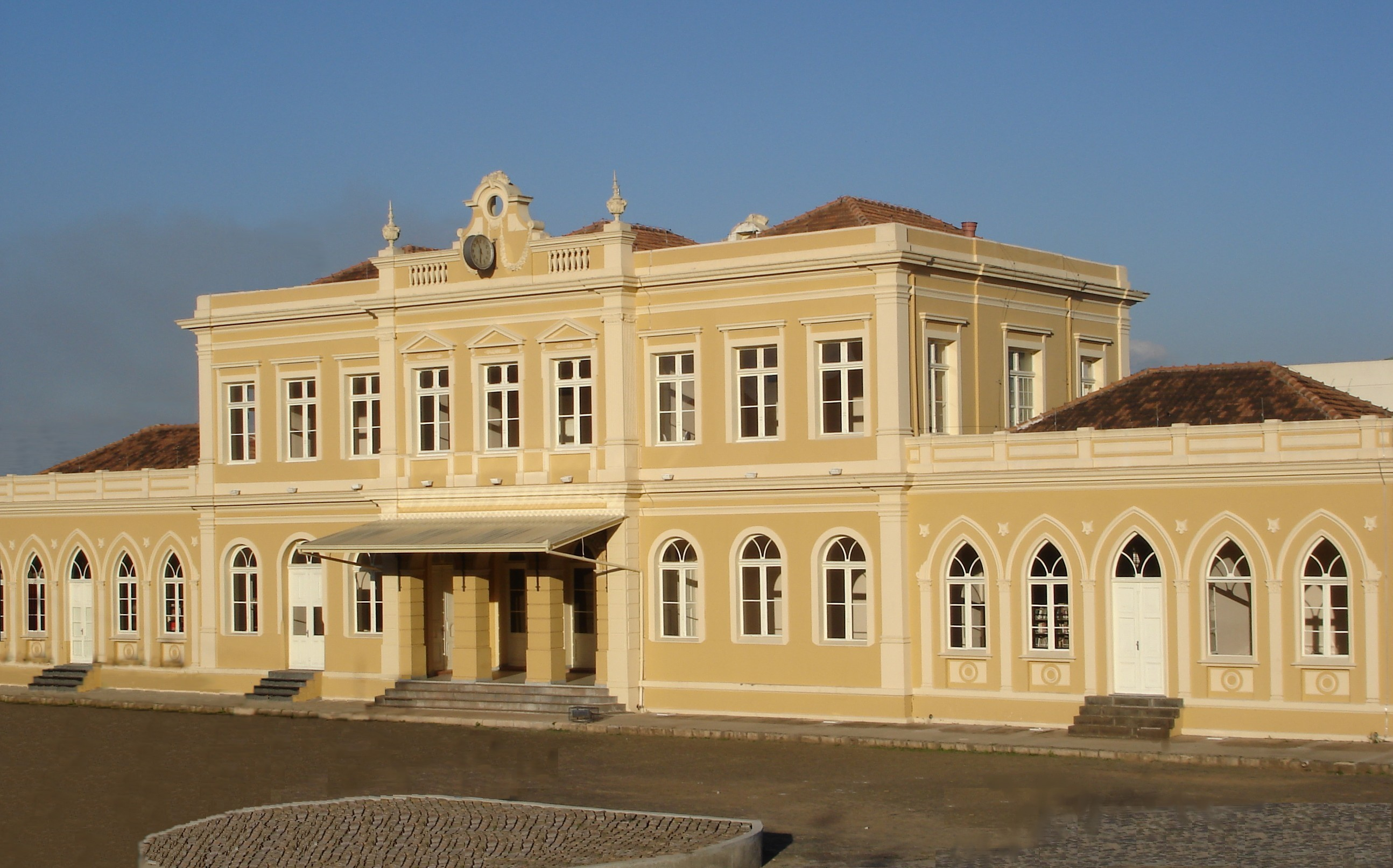
Ehemaliges Bahnhofsgebäude

## Städtepartnerschaften
- Leiria, Portugal
- Guadalajara, Jalisco, Mexiko
- Asunción, Paraguay
- Jiaxing, China
- Kitwe, Sambia

## Söhne und Töchter der Stadt
- Francisco Carlos Bach (* 1954), römisch-katholischer Geistlicher, Erzbischof von Joinville
- Bruno de Lara Fuchs (* 1999), Fußballspieler
- Denisse de Kalafe (* 1949), mexikanische Singer-Songwriterin
- Antônio Silvestre (* 1961), Radrennfahrer

## Trivia: Ponta Grossa in der Belletristik
Der Protagonist von Paulo Coelhos Roman Hippie (2018) besucht mit seiner Freundin in Ponta Grossa den „phantastischen Ort“ Vila Velha und wird in Ponta Grossa von Paramilitärs entführt.